# 何元泰
何元泰（?—?），浙江省紹興府會稽縣人，清朝政治人物、進士出身。
光緒二十四年（1898年），参加光緒戊戌科殿試，登進士二甲14名。同年五月，改翰林院庶吉士。光緒二十九年四月，散館，著以知县即用。